# フリオ・キリコ
フリオ・キリコ（Furio Chirico 、1952年1月14日 - ）は、イタリア人のドラマー。主にプログレッシヴ・ロックおよびジャズ・ロックの分野で活動しており、イタリアン・ジャズ・ロックの最高峰アルティ・エ・メスティエリ(Arti & Mestieri)の創始者そしてブリティッシュ・イタリアン・プログレッシヴ・ロック・バンド、ザ・トリップ(The Trip)の歴史的ドラマーとして知られる。

## 来歴
トリノで生まれ、幼少期からドラムに親しみ、12歳の頃にオープンハンド奏法に切り替え、プロのドラマーとして同時期より活動を開始。後のトレード・マークとなる独自の左右対称ドラム・セット・ポジション”スペクラーレ”を1980年代初期に編み出した。
1968年から1969年にかけて、ビート・グループのイ・ラガッツィ・デル・ソーレ (I Ragazzi del Sole) のメンバーとして活動した後、マルト＆イ・ジュダス(Martò & i Judas) に加入、イタリア人歌手ディノ (Dino)のレコードのレコーディングにも参加した。
1972年から1974年にかけて、ブリティッシュ・イタリアン・プログレッシヴ・ロック・バンド、 トリップ(The Trip)のドラマーとして加入、創始者ジョー・ヴェスコヴィ、ウェッグ・アンダーセンらとトリオ編成で1972年に『アトランティデ』を制作・リリース、また1973年には『タイム・オブ・チェンジ』を発表した。
1974年に、ジジ・ヴェネゴーニやアルトゥーロ・ヴィターレらと共に、ジャズ・ロック・バンド、アルティ・エ・メスティエリを設立。
この45年で、同バンドのオリジナル・メンバーとして様々な作品を残しており、現在も活動している。
2002年、アメリカで開催された、ドラマー界のグラミーの異名をとる「モダン・ドラマー・フェティヴァル」に参加、同フェスティヴァルで表彰されたイタリア人ドラマーは後にも先にも存在していない。
2022年初頭、「アトランティデ」発表50周年を機に、ザ・トリップとして演奏継続を表示、新たに「フリオ・キリコズ・ザ・トリップ(Furio Chiico’s THE TRIP)」を結成し、活動を再開している。

## ディスコグラフィ

### リーダー・アルバム
1980年代
- 『ラルトロ・ラト』 - L’altro Lato (1985年、Edizioni Augusta) ※スタジオ・アルバム。アンドレア・チェンタッツォ、カルロ・アクティス・ダト、ルイジ・ヴェネゴニと共同名義

1990年代
- 『トランスアマッツォニカ』 -  Transamazzonica (1993年、Blue Bird) ※フリオ・キリコ・プロデュース・スタジオ・アルバム。キリコ・カマルカ・プロジェクト名義

2000年代
- 『フリオザメンテ』 -  Furiosamente (2001年、Electromantic) ※スタジオ・アルバム
- 『ファーザー・トゥ・サン』 - Father To Son (2007年、Electromantic) ※スタジオ・アルバム。フリオ・キリコ&フレンズ名義
- 『イクイノックス』 - Equinox (2022年、King Records - ZdB Publishing) ※スタジオ・アルバム。フリオ・キリコズ・ザ・トリップ名義

### イ・ラガッツィ・デル・ソーレ
- 『センプリチ・パローレ / セ・ジーロ・リ・オッキ』 - Semplici Parole / Se Giro Gli Occhi (1968年) ※シングル
- 『センプリチ・パローレ / ウン・ラゴ・ブル』 - Semplici Parole / Un Lago Blu (1969年) ※シングル
- 『エ・コズィ・ケ・チ・アミアーモ / セ・ジーロ・リ・オッキ』 - È Così Che Ci Amiamo / Se Giro Gli Occhi (1969年) ※シングル

### ザ・トリップ
- 『アトランティデ』 - Atlantide (1972年) ※スタジオ・アルバム
- 『タイム・オブ・チェンジ』 - Time of Change (1973年) ※スタジオ・アルバム
- 『アトランティデ』 - Atlantide (2013年) ※2CDボックス・セット。オリジナル盤リマスタリング＆2011年ライヴ・レコーディング・イン・ジャパン

### フリオ・キリコズ・ザ・トリップ
- 『イクイノックス』 - Equinox (2022年) ※スタジオ・アルバム+ライヴ・アルバム。日本盤限定2CD+DVDボックス・セット、イタリア盤CD+DVDボックスセット

### アルティ・エ・メスティエリ
- 『ティルト (イマジニ・ペル・ウン・オレッキョ)』 - Tilt (Immagini per un orecchio) (1974年) ※スタジオ・レコーディング・アルバム
- 『ジーロ・ディ・ヴァルツァー・ペル・ドマーニ』 - Giro di valzer per domani (1975年) ※スタジオ・レコーディング・アルバム
- 『クイント・スタト』 - Quinto stato (1979年) ※スタジオ・アルバム
- 『アクアリオ』 - Acquario (1983年) ※スタジオ・アルバム
- 『チルドレンズ・ブルース』 - Children’s Blues (1985年) ※スタジオ・アルバム
- 『ムラレス』 - Murales (2000年) ※スタジオ・アルバム
- 『アルティコレッツィオーネ』 - ‘'Articollezione'’ (2002年)
- 『ライヴ 1974/2000』 - Live 1974/2000 (2003年) ※ライヴ・アルバム
- 『プログデイ』 - Progday (2003年)
- 『エストラツィオーニ』 - Estrazioni (2004年)
- 『ファースト・ライヴ・イン・ジャパン』 - First Live In Japan (2006年) ※ライヴ・アルバム
- 『ザ・ライヴ』 - The Live (2013年)  ※ライヴ・アルバム
- 『ウニヴェルシ・パラレリ』 - Universi paralleli (2015年) ※スタジオ・アルバム
- 『ザ・ベスト・オブ・イタリアン・ロック』 - The Best Of Italian Rock (2017年) ※ライヴ・アルバム
- 『ライヴ・イン・ジャパン・ジャズ・ロック・レジェンズ』 - Live In Japan Jazz Rock Legends (2020年) ※ライヴ・アルバム